# 国権回復運動 (中国)
国権回復運動（こっけんかいふくうんどう）とは、1920年代後半よりはじまった、中華民国国民政府が、それまで列強諸国にあたえていた諸権益の回収運動である。

## 北伐の完成
1928年（民国17年、昭和3年）6月、張作霖爆殺事件によって死去した張作霖のあとを継いだ奉天軍閥の張学良は同年12月29日、日本の反対を押し切って蔣介石率いる国民政府に忠誠を誓った。それまで北京で中華民国北洋政府が用いていた五色旗の使用を廃し、東三省（満州）に一斉に青天白日満地紅旗を掲げた。これを「易幟」と呼ぶ。これにより、中国は蔣介石政権のもとに一応の全国統一を実現した（北伐の完成）。

## 諸権益の回収
中国における領事裁判権の撤廃交渉は、1902年の英清通商航海条約改正交渉、および1903年の清米条約、日清追加通商航海条約などに遡ることができる。これらにおいて列強は中国の治外法権撤廃に原則的に同意する一方で撤廃条件を留保しており実際の撤廃につながることはなかった。1902年に蔡元培らによって設立された中国教育会の設立主旨には「中国の男女青年を教育し、彼らの知識を開き、そして、彼らの国家概念を促進し、もって他日、国権回復の基礎となす」と記述された。辛亥革命により中華民国が成立した1912年以降も、1919年のパリ講和会議や1921年のワシントン会議などでも繰り返し撤廃要求が提示された。
1925年12月にはワシントン会議にもとづく治外法権委員会が召集されたが、列強は当初から消極的であり中国司法の不整備などを理由に撤廃要求を事実上拒否した。この1925年は五・三〇事件など中国ナショナリズムが高揚した年であり不平等条約撤廃と法権回復運動は国民政府および北京政府の対外基本要求となった。北伐後の国民政府（蔣介石政権）は、高まる中国ナショナリズムを背景に国権回復運動を展開し、対外的には強硬な撤廃要求を提示しつつも漸進主義を採用した。
回収すべき国権とは具体的には、
- 治外法権（領事裁判権）の撤廃
- 関税自主権の確立
- 鉄道権益の回収
- 外国人租界や租借地の回復
- 外国軍隊の撤退

などである。
1929年12月28日の治外法権撤廃宣言を公知後、1931年5月に管轄在華外国人実施条例を提示するなど国民政府は不平等条約の無効を一方的に宣言する外交方針を採用した。しかし、これらの宣言は中華民国の外交的実力に見合わぬ強弁に留まる段階であり、言辞上では強く出る一方で実質においては引き続き各国と交渉して円満な解決を図る方針がとられた。
欧米諸国は北伐の完成により、それまで北洋政府を正統政府とし派遣していた外交使節を蔣介石政府に派遣し、事実上この政権を中華民国の正統政府と承認し外交関係を開設したが、日本政府は奉天派を北京政府の後継とみなし対華21カ条要求の継続（有効）を主張していた。
日中間（日清間）の通商条約である日清通商航海条約についても規定上の改訂期間が訪れた1926年10月に北京政府が条約改訂を日本側に打診していたが、1928年に北京政府に代わって中国を掌握した蔣介石の南京国民政府が7月19日に一方的に破棄を通告、日本側はこれを拒否して継続を宣言する事態となっていた。その後日本側からも対立悪化を懸念する声が上がり、1929年に浜口雄幸内閣が成立し幣原喜重郎外相が対中宥和政策に転換することで改訂交渉が行われ、1930年（民国19年、昭和5年）3月12日に日華関税協定が仮調印され、同年5月6日に締約され中国側の関税自主権が回復された。イギリス・アメリカ合衆国は1928年に承認していた。ただし関税収入は対外債務償還の担保として押さえられたままであった。1931年以降、国定税率による輸出入税が導入されるようになったものの、1949年の中華人民共和国成立まで中国では税関管理の職務には外国人を雇用していた。また外国人の行う貿易については治外法権の問題が影響し事実上課税できない状態が続いていた。
治外法権については、イギリスとは1931年6月5日に治外法権撤廃を旨とする条約草案が仮調印され、アメリカも同じような条約案を7月に起草した。しかし実際には満州事変および日中戦争の勃発、太平洋戦争への拡大などの時節を経たのち英米による治外法権の撤廃は1943年（民国32年、昭和18年）のこととなった。1943年1月9日、汪兆銘を首班とする南京国民政府はアメリカ合衆国・イギリス両国に対し宣戦布告した。同日、「大東亜共栄圏」を掲げる日本は汪兆銘政権との間に租界還付、治外法権撤廃の協定を結んだ。1月11日、米英も蔣介石政権との間で不平等条約による特権を放棄する条約を結んだ（中英平等新約、中米平等新約）。これにより中国は、中立国とフランスのヴィシー政権以外のあいだに結ばれていた不平等条約をすべて解消することとなった。日本政府はまた、南京駐在のヴィシー政府代表に連絡して上海の共同租界の行政権を汪兆銘の南京政府に還付させることに成功した。
こうして中国は1842年（道光22年）に清国がイギリスとむすんだ南京条約以来の主権不平等の状態がようやく解消されたのである。